# Clube Atlético Independência
O Clube Atlético Independência foi um clube de futebol brasileiro da cidade de São Paulo.

## História
Fundado em 7 de abril de 1918 no bairro do Ipiranga, com sede na Rua dos Ituanos, o clube foi inicialmente filiado à Associação Paulista de Esportes Atléticos, tendo participado das divisões menores do Campeonato Paulista organizado por essa liga.
O clube foi campeão da Divisão Municipal da APEA em 1919 e passou a disputar a Segunda Divisão dessa liga. Após uma cisão no futebol paulista em torno do profissionalismo, o Independência filiou-se à Liga dos Amadores de Futebol, entidade idealizada por clubes de raízes mais elitistas, como o Club Athletico Paulistano e o Germânia, e participou da Divisão Principal da LAF em 1926, 1927, 1928 e 1929. Com o fim desta liga em 1929, o clube retornou à APEA.
Suas cores eram verde, amarela, azul e branca, e seu uniforme era predominantemente branco com detalhes em azul.

## Títulos
- Campeonato Paulista - Série A2 = 1921 e 1924
- Campeonato Paulista - Série A3 = 1919